# Muzeum Miejskie w Świętochłowicach
Muzeum Miejskie w Świętochłowicach – muzeum w Świętochłowicach, działające w latach 1925–2012, prezentujące sztukę Górnego Śląska oraz samych Świętochłowic, wydawało publikacje dotyczące miasta, organizowało wystawy z nim związane oraz prowadziło działalność edukacyjną dla uczniów miejscowych szkół.

## Historia
Tradycje muzealnicze sięgają okresu międzywojennego i związane są ze Stanisławem Wallisem. Wraz z ojcem, Łukaszem, zbierał przez wiele lat przedmioty, które miały charakter zabytkowy i świadczyły o polskiej przeszłości Górnego Śląska. Wydział Powiatowy w Świętochłowicach, doceniając znaczenie zbiorów muzealnych dla kultury ziemi bytomskiej, której część znajdowała się w obrębie powiatu świętochłowickiego, wystąpił z inicjatywą utworzenia Muzeum Powiatowego, które zostało założone 12 marca 1925. Kierownictwo Muzeum powierzono Stanisławowi Wallisowi. W muzeum tym gromadzono przede wszystkim zabytki z terenu powiatu świętochłowickiego z dziedziny etnografii, literatury śląskiej, geologii, numizmatyki oraz pamiątki plebiscytu i powstań śląskich.
Ideę reaktywowania Muzeum w Świętochłowicach podjęli w latach 70. członkowie Towarzystwa Miłośników Świętochłowic. Z inicjatywy społecznej, przy poparciu władz miejskich w zabytkowym budynku przy ul.Dworcowej 14, wyremontowanym wysiłkiem świętochłowickich zakładów pracy, dnia 21 lipca 1977 otwarto Miejską Izbę Regionalną. Kierownikiem jej został Witold Kossobudzki. Mieszkańcom miasta zaprezentowano wtedy stałą ekspozycję obrazującą dzieje miasta. W 1981 Prezydium Miejskiej Rady Narodowej, biorąc pod uwagę rolę, jaką spełnia ta placówka w życiu kulturalno-oświatowym i wychowawczym miasta, postanowieniem z dnia 6 maja 1981 zmieniło nazwę Miejskiej Izby Regionalnej na Społeczne Muzeum Regionalne. 
16 maja 1991 Rada Miejska zmieniła placówkę ze Społecznego Muzeum na Muzeum Miejskie, zatwierdziła nowy statut i oddała w wieczyste użytkowanie nieruchomości przy ulicy Dworcowej 14. Do 2012 roku głównym zadaniem Muzeum Miejskiego było gromadzenie, opracowywanie, zabezpieczanie i popularyzowanie zabytków związanych z historią miasta i Górnego Śląska, wydawało także publikacje dotyczące miasta Świętochłowice (w tym tomy I–VII naukowego periodyku „Rocznik Świętochłowicki” pod redakcją dra Zbigniewa Kapały – w latach 1999–2006).
W 2012 roku Muzeum Miejskie przeniosło się do budynku po ambulatorium przy ulicy Szpitalnej. Natomiast uchwałą Rady Miejskiej w Świętochłowicach z 18 lipca 2012 roku zostało przekształcone w Muzeum Powstań Śląskich. Budynek przy ulicy Dworcowej 14 został wyburzony na początku 2015 roku